# 崔沆 (高麗武臣)
崔沆（1209年—1257年5月17日），原名崔萬全。是崔氏政权第三任独裁者。他是崔怡的庶子，為嬖妓瑞蓮所生。
崔怡的夫人鄭氏早逝，因此沒有嫡子，只有嬖妓瑞蓮為他生下了兩個兒子崔萬宗和崔萬全。崔怡最初希望傳位給自己的女婿金若先，因此讓兩個兒子都到松廣寺出家，後來崔萬宗成為斷俗寺住持，崔萬全成為雙峯寺住持。二人都聚集無賴僧為門徒，大肆斂財，胡作非為，各州縣十分畏懼，但卻無可奈何。刑部尚書朴暄認為這是禍害，建議崔怡將二子召回，同時派按察使清剿並囚禁為亂的僧眾。崔怡聽從了建議並照著做了。但崔萬宗、崔萬全回到京城之後，反誣告朴暄離間父子關係，於是崔怡將朴暄流放黑山島，釋放了僧眾。令萬全還俗，改名崔沆。不久崔沆拜左右衛上護軍、戶部尚書的職務，群臣皆到崔怡的府邸上慶賀。為了讓崔沆脫離流氓習氣，崔怡讓待制任翊授書，侍郎權韙教授禮儀，隨後遷任樞密院知奏事，崔怡分與崔沆私兵五百餘人。
1249年崔怡得了重病，崔沆領兵入府，但聽說崔怡病死後立即回到了家中。崔怡死後，知吏部事上將軍周肅率領夜別抄及內外都房的兵卒發動兵變，欲還政於高麗高宗。但高宗猶豫不決，導致殿前李公柱、崔良伯、金俊等七十餘人歸附崔沆，最終周肅也投降崔沆。崔沆遂继承大权，成為武人政權的新掌權者。
崔沆僅為崔怡戴孝兩天就除下喪服了，等到崔怡下葬的那天，崔沆不僅沒有出去送葬，反而在家中與崔怡的諸妾通姦。高宗拜崔沆為銀青光祿大夫、樞密院副使、吏兵部尚書、御史大夫、太子賓客，尋兼東西北面兵馬使，又任命他為教定別監，大權在握。崔沆將反對自己的人以及有舊仇的人罷官流放，同時也把崔怡的侍妾三十人流放到了外地。
為了鞏固自己的權力，崔沆娶大卿崔昷的女兒為妻，但不久以有疾病為由將其拋棄，改娶左承宣趙季珣之女，百官都前去祝賀。高麗高宗賜予崔沆只有國王才能使用的御座肩輿；同時將崔忠獻的畫像移到昌福寺、崔怡的畫像移到禪源寺供奉，使用供奉高麗太祖畫像的禮儀來進行供奉。後來又以築中城之功拜崔沆為門下侍中、封晉陽侯，但被崔沆推辭不受。
雖然高麗高宗表面上十分敬重崔沆，但心裡十分猜忌他。崔沆掌权期间，继续了其父抵抗蒙古侵略的政策，但高麗高宗卻主張向蒙古講和，司天監判臺事崔允旦、太史丞吳安矩也附和高宗的意思，奏稱「主有憂，上相誅；有亂臣，臣代其主。」但最終都被崔沆罷去了官職。
崔沆生性多疑，喜歡聽信讒言，凡是有私怨的人都喜歡通過向崔沆誣告仇人謀反以邀功請賞，被誣陷的人無不被逮捕審問。周肅是崔沆最為信任的人，每遇有告發謀反者都與周肅商量，周肅也往往無論曲直都殺之。周肅監選校尉時以賄賂多少為位次，朝野對其切齒痛恨。但最後崔沆也聽信了讒言，將周肅流放並暗殺。
1252年，蒙古大汗窩闊台要求高麗高宗君臣臣服於蒙古並從江華島回到開京，崔沆不欲前往，派李峴出使蒙古。李峴依據崔沆的指示搪塞窩闊台，導致窩闊台的憤怒，決定再次出兵進攻高麗邊境。
1253年，崔沆被封為門下侍中判吏部御史臺事。而蒙古又發兵進攻高麗，永寧公王綧建議崔沆讓安慶公王侃為代表出降迎接蒙古軍，但被崔沆拒絕了。
而在讓蒙古退兵之後，崔沆開始醉生夢死的生活。1255年，崔沆在他的府邸大宴群臣，進行擊毬、戲馬等遊戲，此後也經常舉行這類活動。1257年封為「濟衆康民功臣」，授中書令監修國史。不久崔沆得了重病，高麗高宗大赦天下為其祈禱健康。崔沆扶病登後園小亭賦詩：「桃花香裏幾千家，錦幄氤氳十里斜。無賴狂風吹好事，亂驅紅雨過長河。」吟誦此詩後回到寢室，突然死去。高麗高宗贈其「特進金紫光祿大夫、守大師、開府儀同三司、中書令、上柱國、上將軍、監修國史、判吏部御史臺事、大子大師」，封晉平郡開國公，食邑三千戶，食實封一千戶，諡光正。
崔沆與正妻之間沒有兒子，在當僧人的時候曾與宋㥠的婢子生一子崔竩。崔沆死後，崔竩嗣位。
1963年，崔沆墓在江華島江華郡松海面被發現。根據崔沆墓誌銘記載，其官爵為「康民濟世功臣 特進 金紫光祿大夫 守大師 開府儀同三司 中書令 上柱國 上將軍 監修國史 判吏部御史臺事 大子大師 晉平郡 開國公 食邑三千戶 食實封一千戶 贈諡 光正」。其墓出土的青磁銅畫蓮花文瓢形注子於1970年被指定為大韓民國國寶第133號。

## 家族
- 父：崔瑀
- 嫡母：卞韓國大夫人河東鄭氏（朝鲜语：하동 정씨）（鄭叔瞻（朝鲜语：정숙첨）女）
- 生母：靜安宅主（瑞蓮房）
  - 同父兄：崔萬宗（朝鲜语：만종 (고려)）（出家為僧）
- 正室：鐵原崔氏（朝鲜语：철원 최씨）（崔昷（朝鲜语：최온 (고려 후기 문신)）之女）
- 繼室：橫城趙氏（朝鲜语：횡성 조씨）（趙季珣（朝鲜语：조계순）之女）
- 妾：名失傳（宋㥠的婢女）
  - 子：崔竩
- 妾：心鏡（崔沆死後，又成為崔竩的妾）